# 八月の鯨
『八月の鯨』（原題：The Whales of August）は、リンゼイ・アンダーソン監督による1987年公開のアメリカ映画である。主演はリリアン・ギッシュ、ベティ・デイヴィス。
アメリカ・メイン州の小さな島で暮らす老姉妹（リリアン・ギッシュ、ベティ・デイヴィス）の夏の日々を淡々と描く傑作。日本では岩波ホールの創立20周年記念作品としてロードショー上映され、異例の長期上映となった。淀川長治が絶賛。
撮影当時、リリアン・ギッシュは93歳、ベティ・デイヴィスは79歳であった。

## ストーリー
サラとリビーの姉妹は60年来、夏ごとにメイン州の小さな島にあるサラの別荘にやって来る。8月になると入江に鯨が来るので、少女の頃、よく鯨を見に駆けていったものだった。リビーは、第一次世界大戦でサラの若い夫が死んだ時、サラの面倒をみたが、リビーは病のため目が不自由になり、今度はサラが2人の責任をもつことになる。リビーは徐々にわがままになり、言葉にトゲが出る。他人に依存しなければ生きてゆけない自分に腹を立てていた。別荘には幼馴染みのティシャや修理工のヨシュア、近くに住むロシア移民のマラノフらが訪ねてくるがリビーは無関心を装う。ある日、マラノフが釣った魚を持ってくる。サラは「魚をさばいてくださるならご招待しますわ」とマラノフを夕食に呼ぶと、スーツを着て花を摘んできてくれた。リビーは「あの人の魚なんかドブ臭いわ」と言って拒否。こんないさかいで、料理はちょっと失敗だったが、お互いの昔話に2人は時がたつのを忘れた。だがマラノフは、リビーのトゲのある言葉に傷つき、腰をあげる。サラは妹のことを詫び、「貴方は1人かも知れないけれど、自由でうらやましいわ」というと、貴方はロマンチストだと笑ってマラノフは帰っていった。リビーは何よりもサラが去って一人ぼっちになることを恐れていた。やがて彼女はヨシュアが勧めていた、大きな窓を別荘の居間の壁に取り付けることを認め、自分の思いをサラに届けようとした。そして再び鯨を見ることを夢見ながらの彼女たちの暮らしは続いていく。

## キャスト
- サラ・ウェッバー：リリアン・ギッシュ（日本語吹替：藤波京子）
- リビー・ストロング：ベティ・デイヴィス（日本語吹替：京田尚子）
- ミスター・マラノフ：ヴィンセント・プライス（日本語吹替：松村彦次郎）
- ティシャ：アン・サザーン（日本語吹替：荘司美代子）
- 大工のジョシュア：ハリー・ケリー・ジュニア
- ベックウィズ氏：フランク・グライムズ（日本語吹替：江原正士）

※日本語吹替はVHS、2018年11月21日発売のBD収録版。

## その他
- 第40回カンヌ国際映画祭特別招待作品（1987年）
- 「人生の半分はトラブルで、あとの半分はそれを乗り越えるためにある。」という劇中の台詞が有名。
- リリアン・ギッシュ（1893年生）とベティ・デイヴィス（1908年生）には15歳の年齢差があるが、劇中ではデイヴィスが姉、ギッシュが妹を演じている。
- 『英和対訳映画文庫　八月の鯨』尾崎寔・佐伯林規江訳注（南雲堂、1991年）がある。